# Stactobia beatensis
Stactobia beatensis är en nattsländeart som beskrevs av Martin E. Mosely 1934. Stactobia beatensis ingår i släktet Stactobia och familjen smånattsländor. Inga underarter finns listade i Catalogue of Life.